# اسکات بری کافمن
اسکات بری کافمن (انگلیسی: Scott Barry Kaufman؛ زادهٔ ۳ ژوئن ۱۹۷۹) دانشمند در زمینه روان‌شناسی انسان‌گرایانه، روان‌شناسی مثبت‌گرا، علوم شناختی، و روان‌شناسی تربیتی اهل ایالات متحده آمریکا است.